# Извору Дулче (Бечени)
Извору Дулче (рум. Izvoru Dulce) насеље је у Румунији у округу Бузау у општини Бечени. Oпштина се налази на надморској висини од 233 m.

## Становништво
Према подацима из 2002. године у насељу је живело 1015 становника, од којих су сви румунске националности.